# Fackligt aktiva invandrare
Fackligt aktiva invandrare (FAI) är en svensk förening som har till uppgift att medvetandegöra personer med invandrarbakgrund i fråga om deras rättigheter på arbetsmarknaden samt öka sina medlemmars kompetens i fackliga frågor. Genom verksamheter som utbildningar, information och opinion syftar FAI till att stärka invandrares ställning inom såväl arbetslivet som fackföreningsrörelsen, och därmed berika mångfalden i det fackliga, politiska och kulturella klimatet. 
FAI anser att en ökad andel invandrade medlemmar ställer nya krav på fackföreningsrörelsen, och att denna måste förändras både till form och innehåll, bland annat med en ökad representation av nysvenskar i föreningsstyrelserna.
FAI har från starten 1997 haft de stora fackorganisationernas, LO, TCO och SACO:s, fulla stöd. Idén till organisationen spirade fram på folkhögskolan Runöskolan i en kurs som hölls av LO riktad till personer med invandrarbakgrund. FAI stod för mycket av rekrytering och information för invandrare om arbetsmarknadssatsningen Kunskapslyftet i ett nationellt samarbetsprojekt med LO som genomfördes år 2002.
Ordförande för FAI på nationell nivå är författaren tillika brevbäraren Carlos Nunez. Den peruanske politiske flyktingen Elio Portocarrero var också en framstående aktivist i FAI.